# Ausoribula quagesetosa
Ausoribula quagesetosa är en kvalsterart som beskrevs av Lee 1992. Ausoribula quagesetosa ingår i släktet Ausoribula och familjen Pseudoppiidae. Inga underarter finns listade.